# Татарската пустиня
 Тази статия е за романа на Дино Будзати.  За филма вижте Татарската пустиня (филм).  
„Татарската пустиня“ (на италиански: Il deserto dei Tartari) е роман на италианския писател Дино Будзати, издаден през 1940 година.
Книгата описва офицер, който прекарва живота си в очакване на вражеско нападение в отделечено укрепление на границата на пустиня, а когато то наистина е нападнато от противника, той е твърде стар да участва в сражението и е отпратен в тила. През 1976 година романът е филмиран от режисьора Валерио Дзурлини.
„Татарската пустиня“ е издаден на български през 1981 година от издателство „Народна култура“ в превод на Хубан Стойнов (преиздаден през 2017 година от издателство „Лист“).